# Vireo leucophrys
Vireo leucophrys е вид птица от семейство Vireonidae.

## Разпространение
Видът е разпространен в Боливия, Венецуела, Гватемала, Еквадор, Колумбия, Коста Рика, Мексико, Панама, Перу, Салвадор и Хондурас.